# 87式反坦克導彈
87式反坦克導彈（Type 87 Chu-MAT，87-shiki tai-sensha yūdō-dan）是一款由日本兩間重工業企业川崎重工和三菱重工在1970年代後期研製和生產的雷射制導式第2.5代反坦克导弹。它是為了取代前線的64式反坦克導彈而被研製出來，並且與79式反載具飛彈一併投入前線使用。在陸上自衛隊的行列中，87式又被俗稱為中型MAT、87 ATM、ATM-3、KAM-40和坦克剋星。87式專門被自衛隊所使用，而且由於受到日本国宪法的限制而不會遠銷海外。

## 歷史
雖然79式重型MAT的射程遠，但重量過重，需要花上不少時間和人手才能搬下車設置使用。有見及此，自卫队需要一款較為輕便、可以讓自衛隊員攜帶行動，以及設置方便為設計目標的導彈系統。
1976年，該反坦克導彈系統開始研發；1982年，川崎重工開始進行導彈試驗；1985年，已經可交付完整的原型系統。1987年，該反坦克導彈系統獲採用為制式武器，預定發配到全國普通科連隊的反坦克部隊。到了1989年，第一批導彈終於投入陸上自衛隊服役。該系統包括一具發射器、一台安裝在重型三腳架以上的雷射指示器和夜間使用的夜視裝置。
自2005財政年度的中期防衛力整備計劃（2005財年—2009財年）起，到2006年度時已結束對新的該型發射器的採購。目前，防衛廳技術研究和發展研究所正對一款新型中距離反坦克導彈進行測試，它能夠將其發射器搭載於高機動車以上，最終將取代在前線現役的87式中型MAT和79式重型MAT。該計劃在自卫队當中的代號是中程多用途導彈（中型MPM，XATM-6）。

## 設計細節
87式反坦克導彈系統的配置包括由日本電氣公司所研發的雷射指示器以及夜視裝置，和裝入發射管裡的導彈。制導系統移除了64式反坦克導彈和79式反載具飛彈所採用的導線制導方式，改為半主動雷射制導（SALH）方式，讓導彈的飛行速度加快到250米／秒甚至更高（估計400米／秒）。
該反坦克導彈系統架設於三腳架組件以上，導彈發射器和激光指示器（以及夜視裝置）都位於其以上。指示器和發射器可以安裝在不同的三腳架上，相互分離最多200公尺，藉以達到遠端控制，可以提高操作員的安全性；兩者（加上夜視裝置則是三者）亦可安裝在同一具三腳架以上，但詹氏資訊集團指出導彈的廢氣可能會中斷指示器射出的激光。瞄準裝置連接到雷射指示器，通過與夜視裝置組合，亦可進行夜間瞄準。
它由三名操作員，分別是射手、瞄準手、彈藥手所組成的小隊所操作。與64式反坦克導彈和79式反載具飛彈一樣，它可以搭載於三菱73式吉普車或小松輕裝甲機動車以上，用於反裝甲用途。
由於導彈體的重量減少到12千克，比64式反坦克導彈更小巧更輕便。因此，可以由小隊隊員所攜帶，除了架設於三腳架上以外，還可以利用兩腳架直接從肩膀發射導彈。攜帶6枚導彈時的全系統重量為140千克（308.65磅）。該系統在各方面都與9K135「短號」類似，但功能較弱。

## 圖集

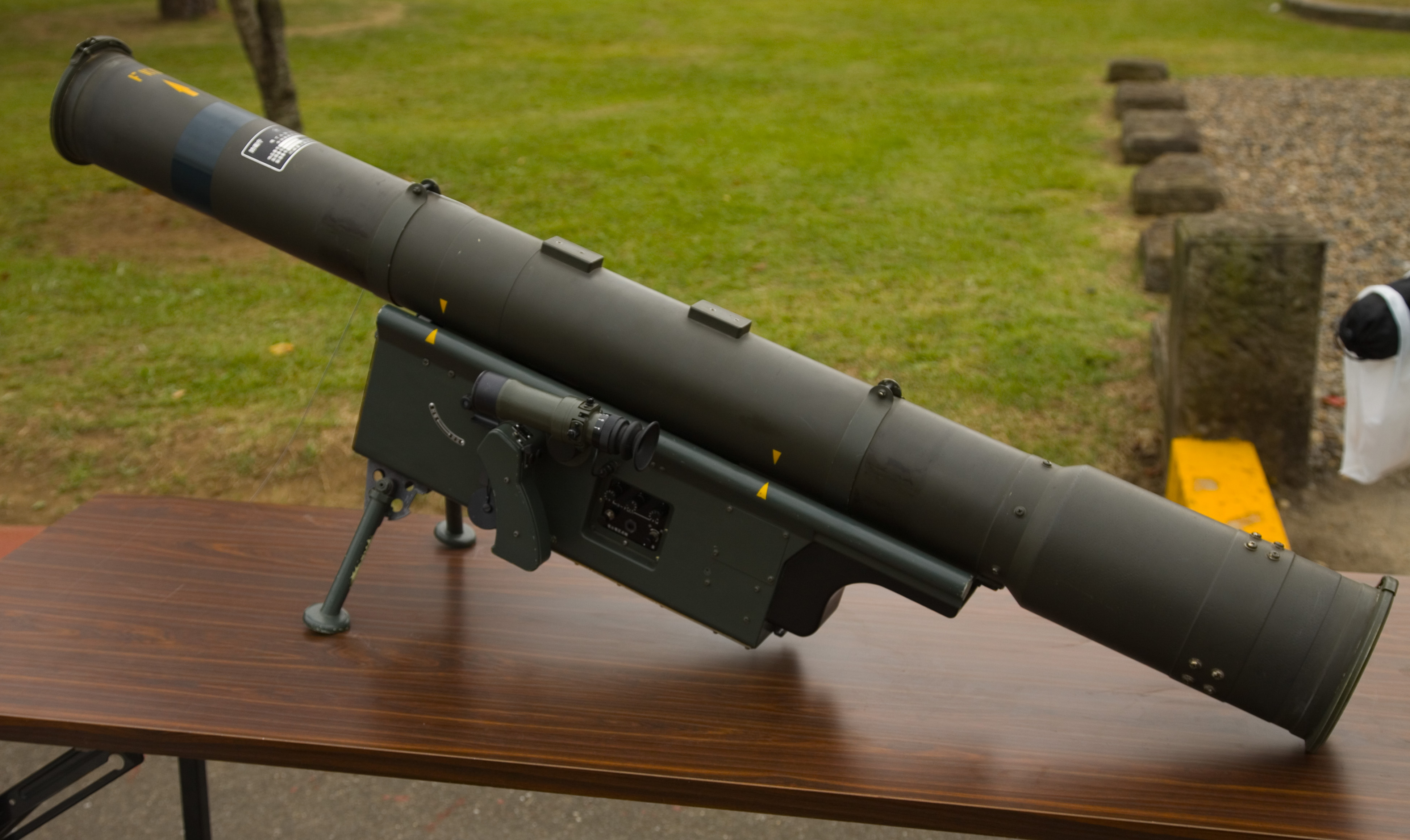
87式的導彈發射管
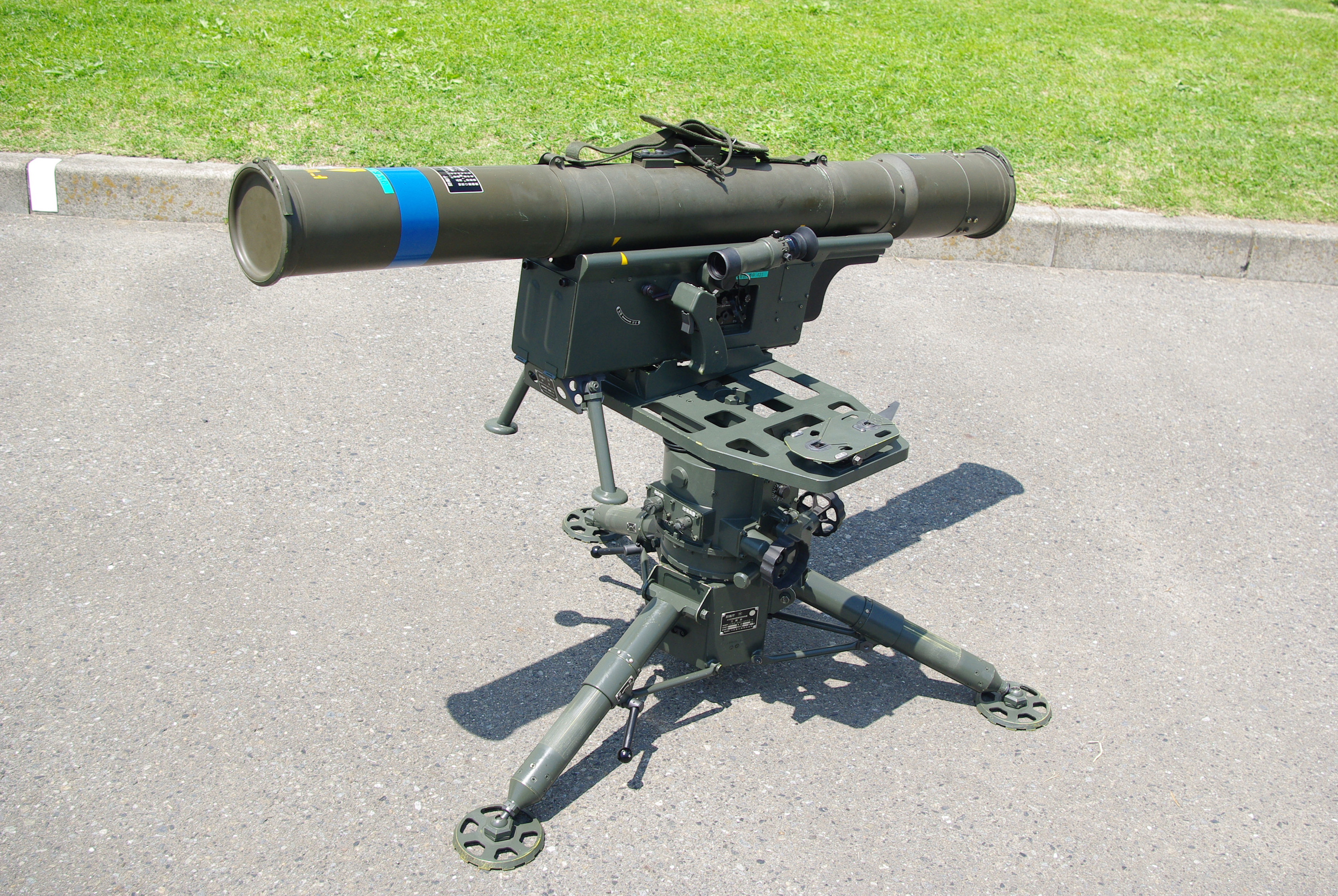
發射器全系統的一側
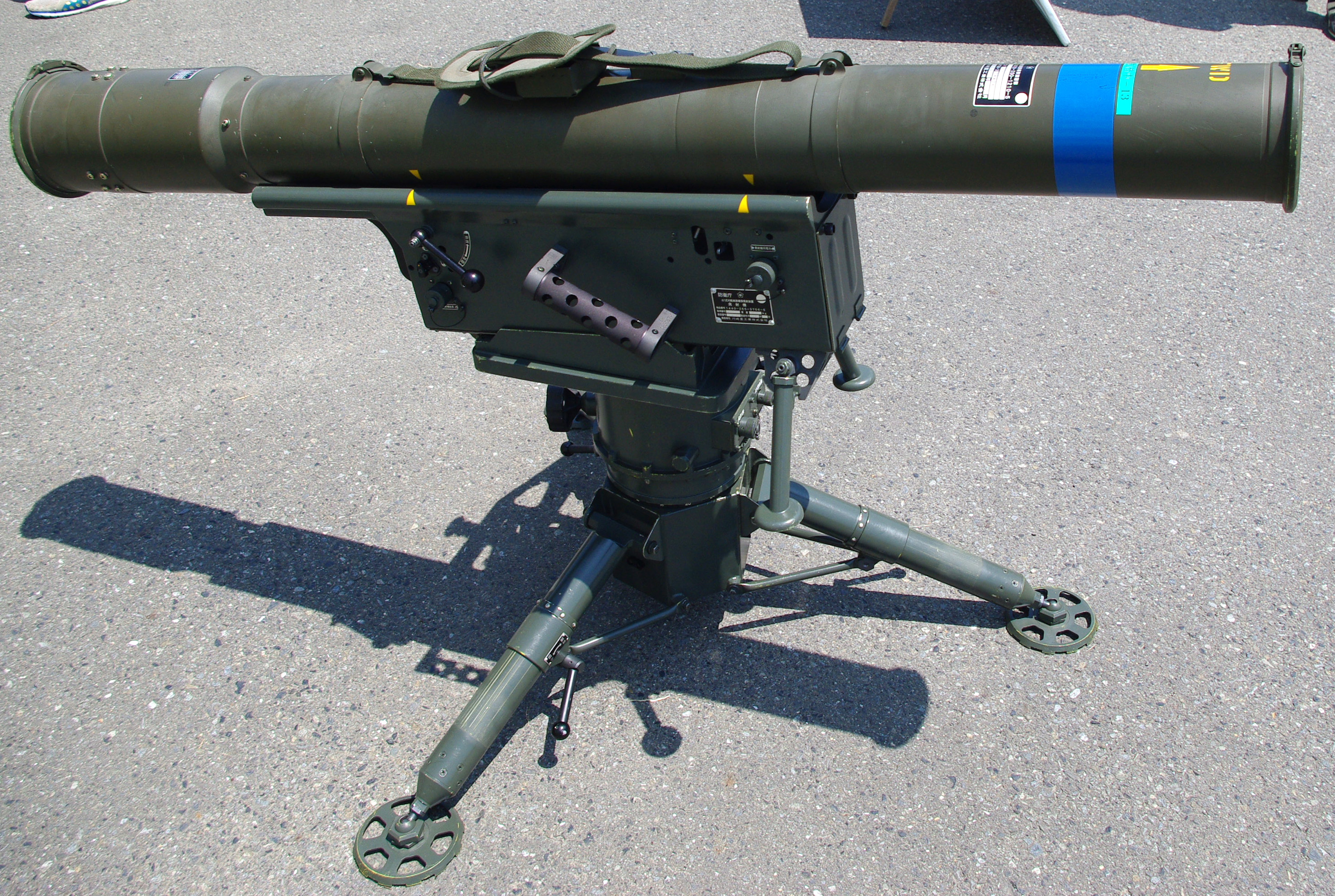
發射器全系統的一側
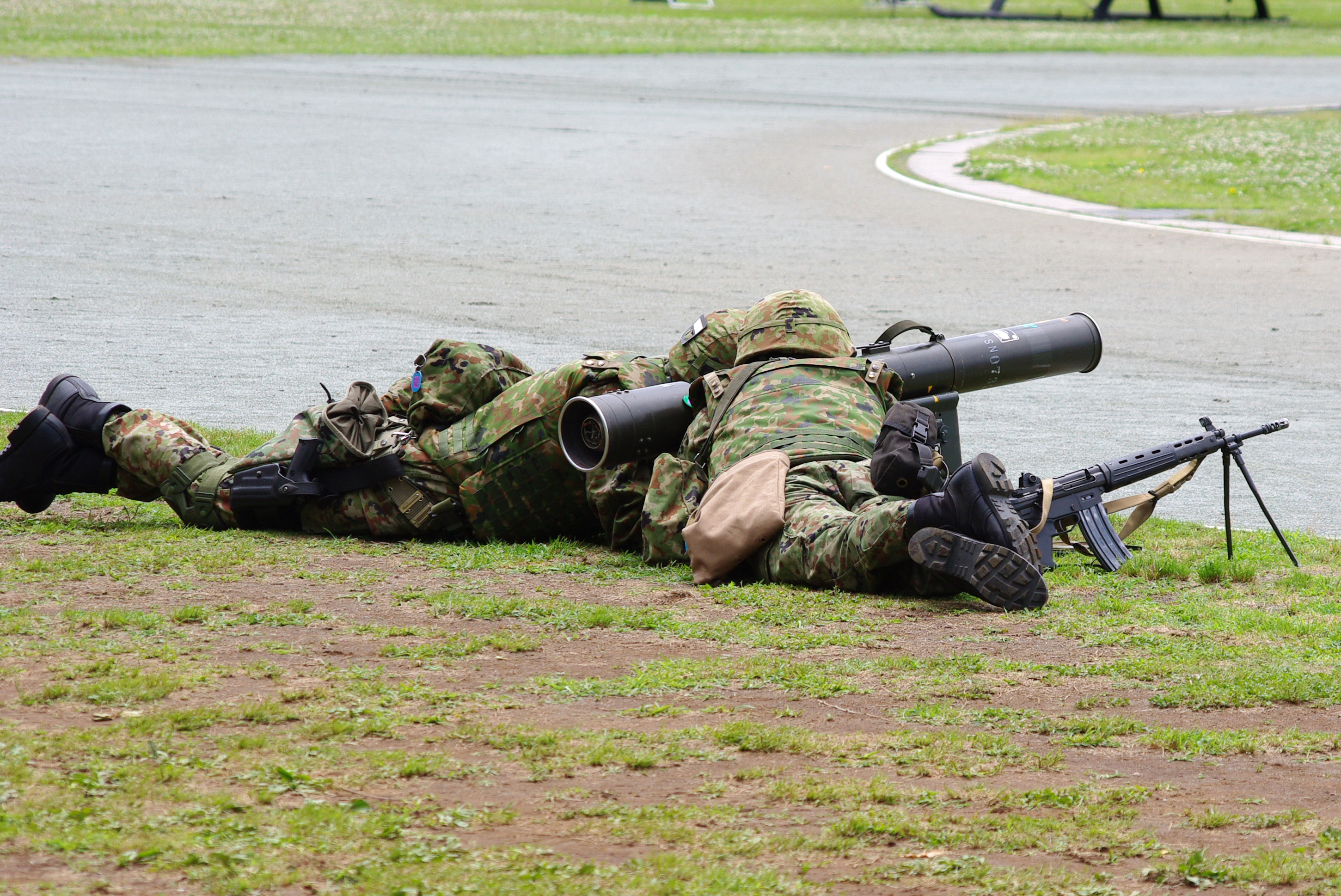
發射姿勢的一個例子
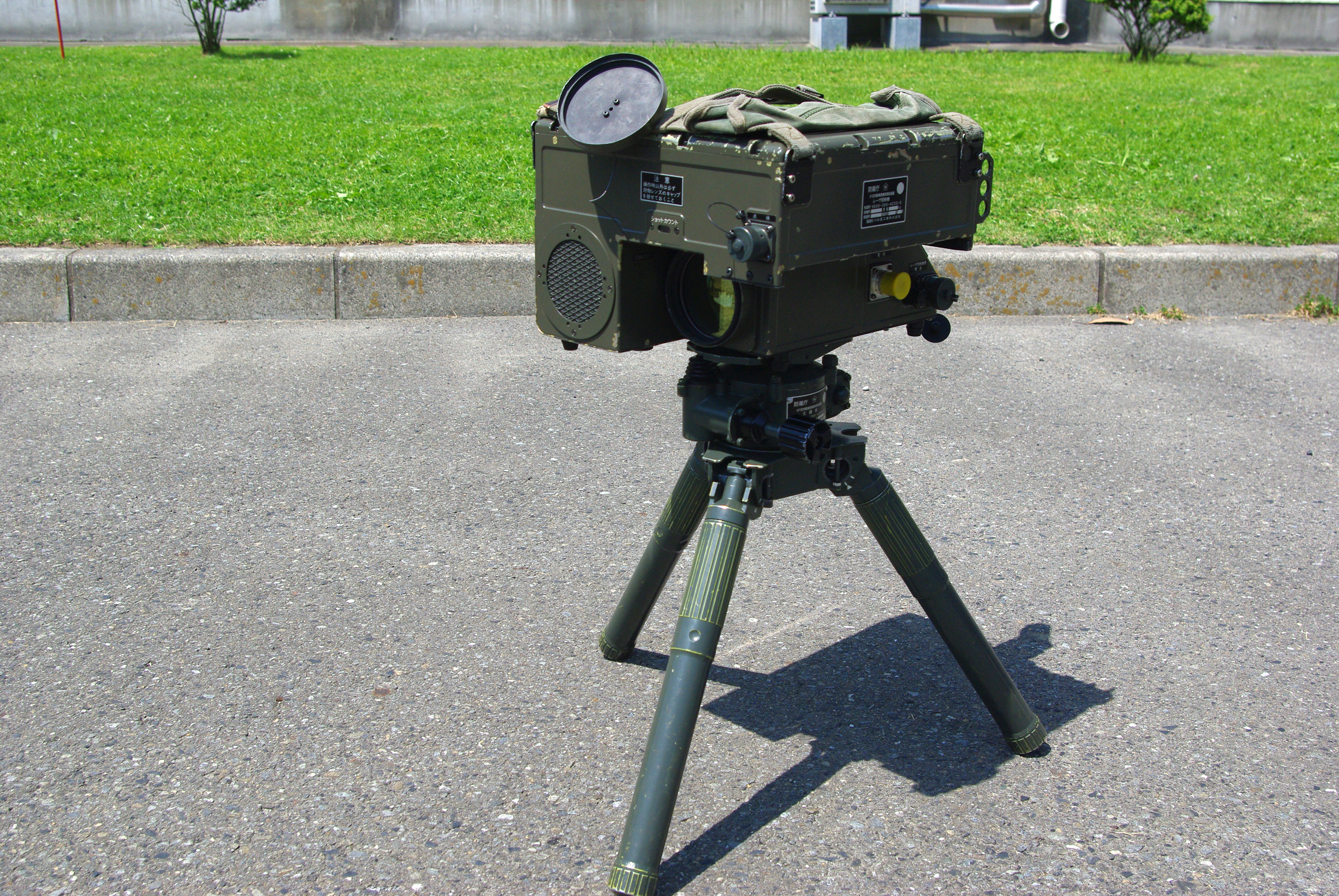
雷射指示器的一側
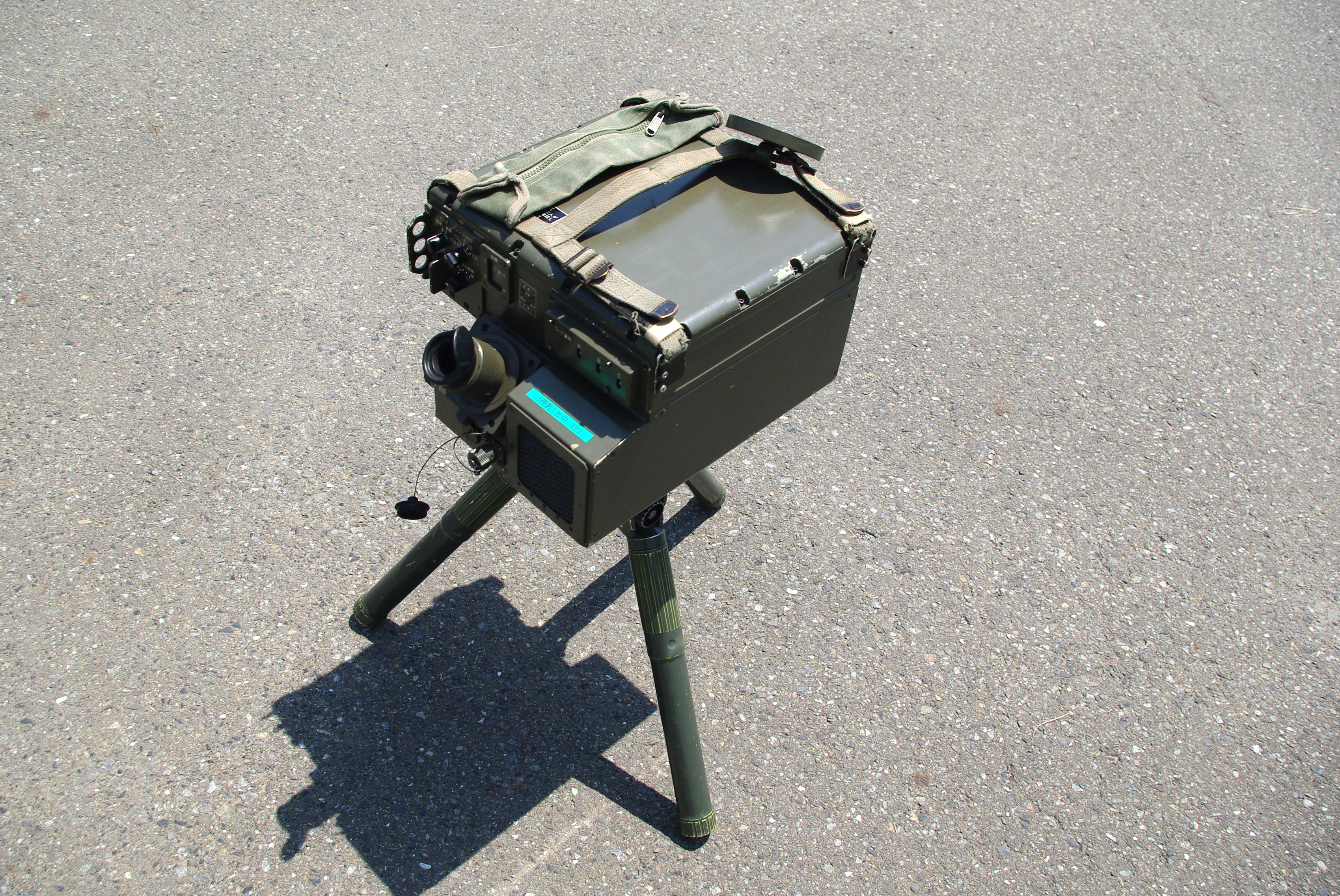
雷射指示器的一側
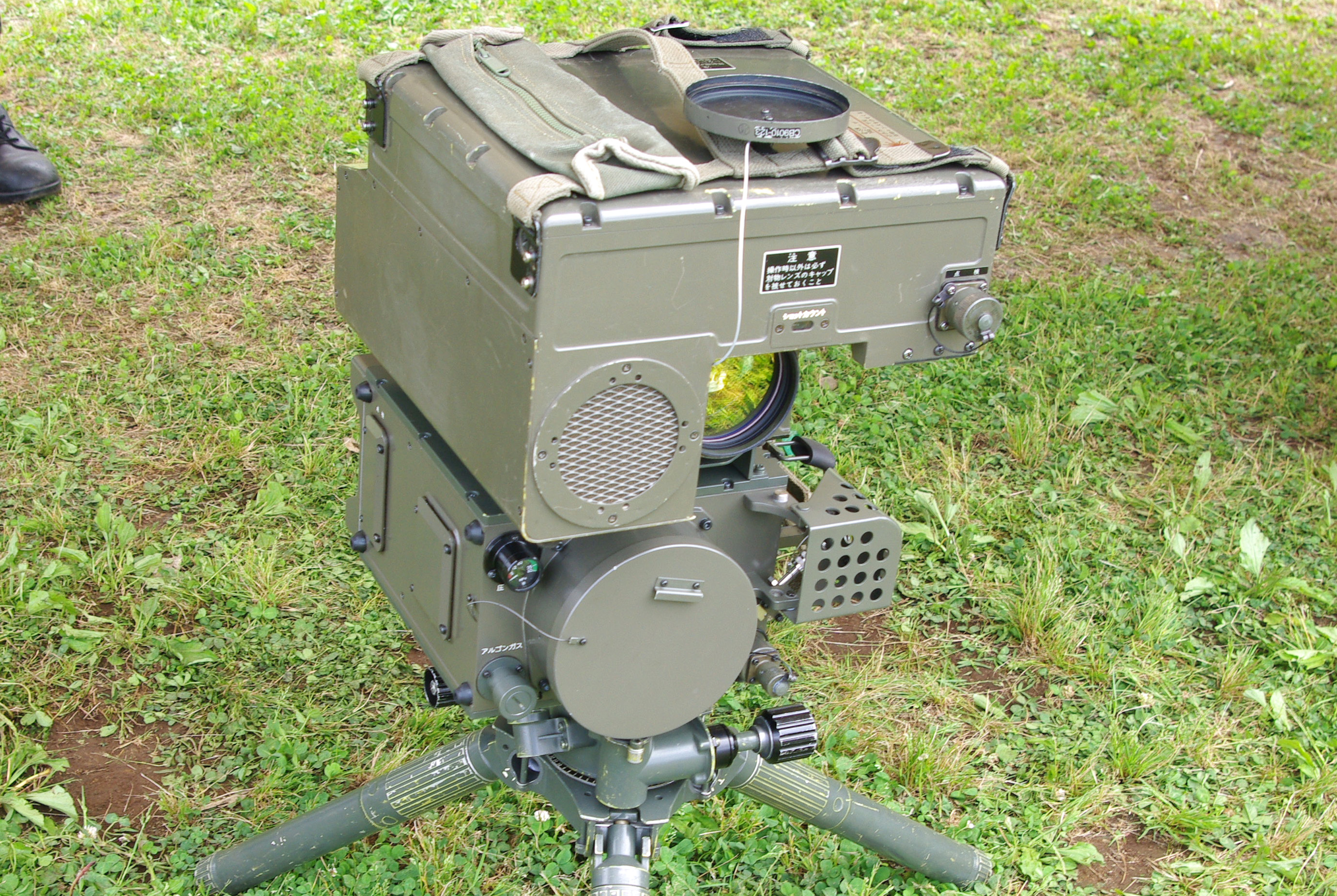
雷射指示器與底部的夜視裝置
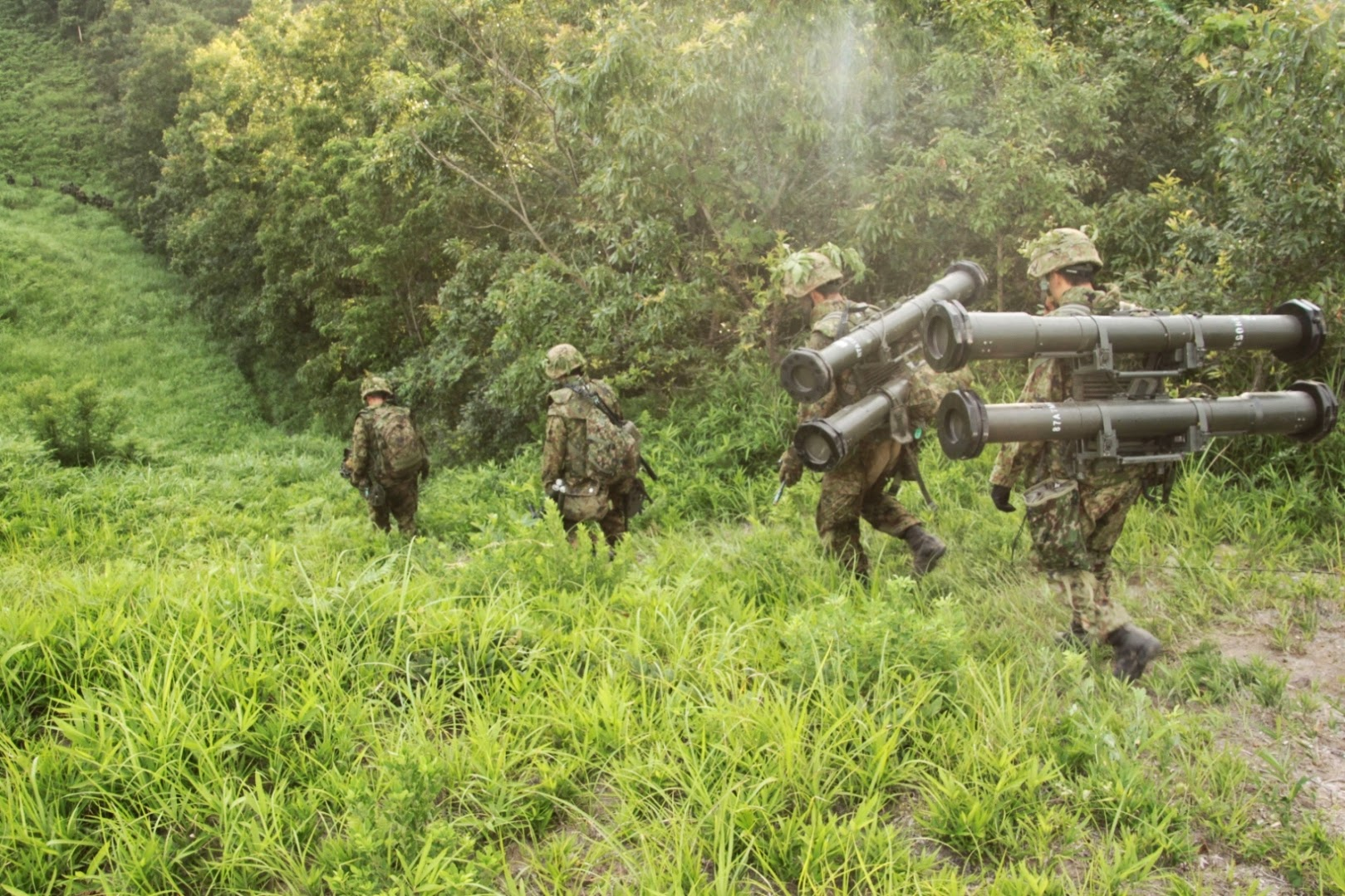
人員運輸時
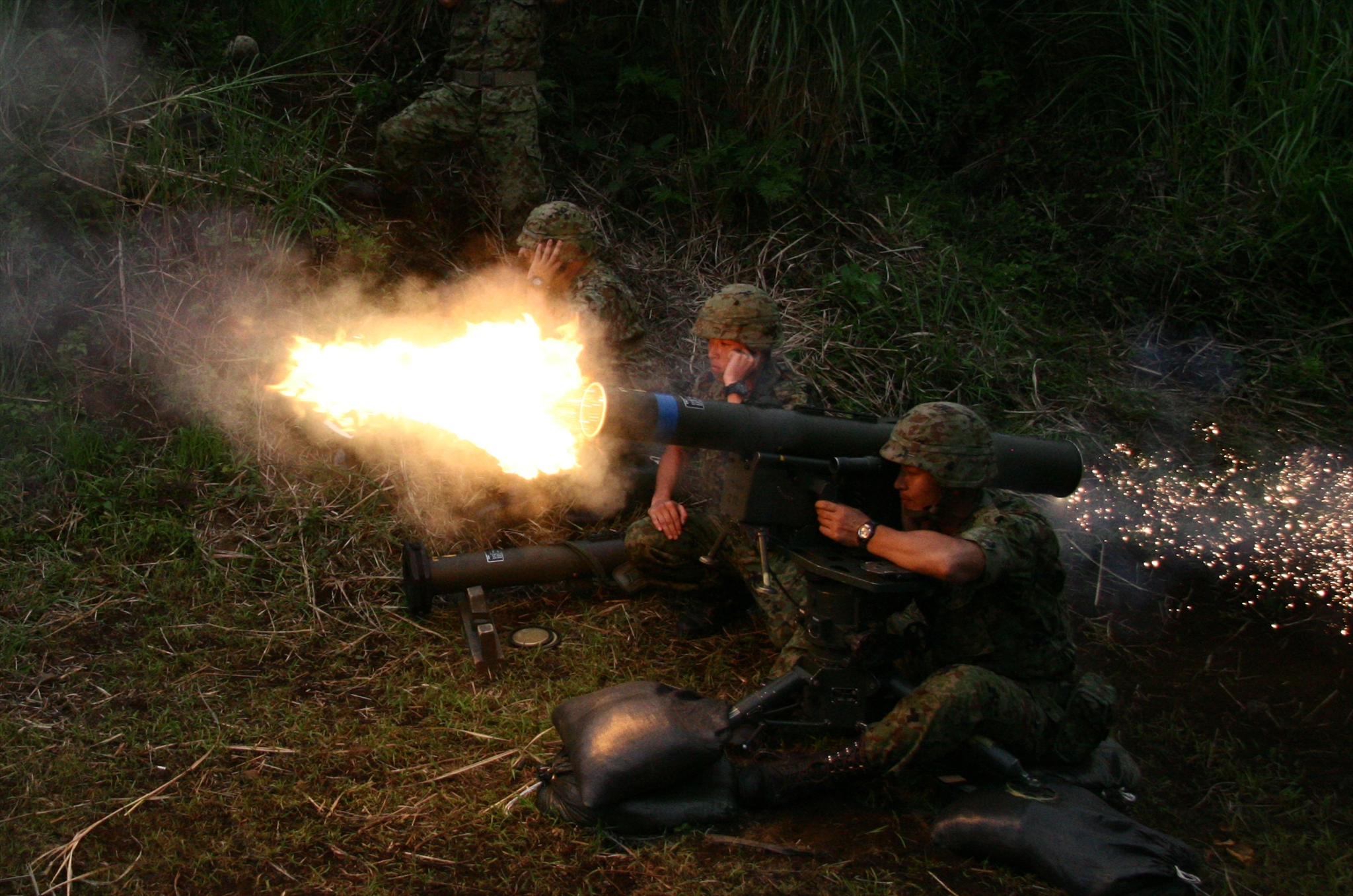
發射導彈的一瞬間

## 資料來源
1. ↑  Type-87 Chu-MAT anti-tank missile. （页面存档备份，存于） Retrieved on April 13, 2008.
2. 1 2 3 4 5  防衛庁. . 1987年7月9日  [2014-09-29]. （原始内容存档于2003-05-13）.
3. ↑  指示器、發射器加上六枚導彈
4. 1 2 3  PANZER  臨時増刊 陸上自衛隊の車輌と装備2012-2013 2013年1月号,アルゴノート社,P91
5. ↑  taisensha yuudoudan意即「反坦克制導導彈」（Anti-tank guided missile）
6. 1 2 3 4 5  .   [2018-10-09]. （原始内容存档于2010-07-27）.
7. 1 2 3  自衛隊装備年鑑 2006-2007,朝雲新聞社,P30,ISBN 4-7509-1027-9
8. 1 2  「中距離多目的誘導弾」平成20年度 政策評価書（事前の事業評価） （页面存档备份，存于）及び別紙 （页面存档备份，存于）
9. 1 2 3  陸上自衛隊の対戦車兵器（10） 前河原雄太 スピアヘッドNo.10 P83-87 アルゴノート社
10. ↑  Andreas Parsch. . 2004-03-16  [2009-01-12]. （原始内容存档于2013-05-02）.
11. ↑  本來，反坦克導彈的英文“Anti Tank Missile”的縮寫應該是“ATM”；可在1960年代的安保鬥爭等導致社會不穩定因素中迫使自衛隊治安出動時，為免“ATM”是“原子＝原子弹＝核武器”的誤解反而導致衝突升級而將64式反坦克導彈的縮寫定為MAT（64MAT）。作為其後繼型號的本型反坦克飛彈及以後的反坦克飛彈都通稱為“MAT”。
12. 1 2  . Jane's.   [2011-06-08]. （原始内容存档于2019-09-18）.
13. ↑  Japanese Military Aircraft Designations (after 1945). （页面存档备份，存于） Retrieved on November 26, 2007.

## 外部連接
- （日語）—陸上自衛隊（页面存档备份，存于）